# 都門紀略
《都門紀略》，是清朝道光年間的楊靜亭描寫北京風土人情、京劇的著作。

## 歷史
楊靜亭是嘉道年間的通州人，曾任職陝西榆林官署，後長期潦倒於京華。道光二十五年(1845年)，他針對暫居京城的行旅客商，將北京市井風物、人情世故、名勝古跡以及梨園掌故，編纂成此書。刊行後深受歡迎一再增訂改編，延續使用到清朝結束，並被學者所引用，如謝國楨在《明清筆記談叢》中以此書做過闡發、周明泰揭示其戲曲史料價值。

## 內容
分上下二冊，上冊有序言和例言，分為圖說、風俗、對聯、翰墨、古跡、技藝、時尚、服用、食品、市廛、詞場等十一門類；下冊是歌詠京師風俗的竹枝詞，共九十七首，類目只差沒有圖說一項。